# DeepBurner
DeepBurner es un programa de grabación de discos ópticos creado por Astonsoft, compatible con CD-R, CD-RW, DVD-R, DVD-RW, DVD+R, DVD+RW y DVD-RAM. También puede crear imágenes ISO y se encuentra disponible una versión PRO y una versión  gratuita del mismo. La versión PRO incluye características para grabar tipos específicos de discos, tales como películas en DVD, álbumes de fotos, como así también copias de seguridad y duplicación de discos.
La versión gratuita posee la característica de ser portable y puede ser ejecutada desde una memoria USB.